# Xã Salem, Quận Dunklin, Missouri
Xã Salem (tiếng Anh: Salem Township) là một xã thuộc quận Dunklin, tiểu bang Missouri, Hoa Kỳ. Năm 2010, dân số của xã này là 2.932 người.